# 拉达那哥欣岛

拉达那哥欣岛

拉达那哥欣岛（“帝释天宝石岛”）是泰国曼谷拍那空县一个历史悠久的地区 ，以昭披耶河与最初作为护城河的运河为界。该岛位于昭披耶河东部凸岸，是曼谷大皇宫和国柱神庙等历史地点的所在地。
如今拉達那哥欣島自西向东以几道运河为界共分为三个部分：其最初的核心区域西達昭披耶河，東抵羅德運河（Lod Canal，1982年改名為阿薩東運河 Asadang Canal）；向东又有兩條護城河：翁昂運河（Ong Ang Canal）和邦廊浦運河（Banglamphun Canal）將「拉達那哥欣島」核心区域及「中拉達那哥欣島」同陆地分開 ，只有部分区域有路桥相連；繼續向東就是「外拉達那哥欣島」，位於翁昂運河東側，帕東坤運河 (Pradung Krung Canal) 西側。帕東坤運河在北部從東向西流淌，然後轉向南方與昭披耶河連接起來。三个部分层层相套，形成巨大的圓形区域。

## 历史
在曼谷成为泰国的首都之前，首都设在吞武里。老城区横跨昭披耶河，但主要是在西岸，王宫及其他机构都设在此。 东岸主要是 华人和越南人定居者。
羅德運河修建於達信大帝在位時期，當時暹羅首都位於昭披耶河西岸的吞武里。整個防禦系統包括可以阻擋軍隊、大炮和大象攻擊的昭披耶河，東側環繞運河，島嶼上的堡壘和城牆。
1782年，国王拉玛一世建立扎克里王朝，并在昭披耶河的东岸建立曼谷这座城市，作为首都。该区原来的居民迁往今耀华力路一带唐人街。
1785年，約一萬名高棉戰俘修建了翁昂運河（Ong Ang Canal），成為第二道護城河。這條運河就是今天的地圖上邦廊浦運河（Banglampu Canal）北段和翁昂運河（Ong Ang Canal）東段。
1851年至1854年間由輸入的中國勞工修建帕東坤運河，這是第三條運河，也是曼谷最長的運河，從北部的特威市場（Thewet）流向南邊的華南蓬（Hua Lam Pong）。在這個區域有唐人街，南邊靠近昭披耶河的地方有金山寺和雲石寺。